# Teoria pola średniego
Teoria pola średniego, przybliżenie pola średniego, pole średnie, MFT (ang. Mean Field Theory) – rodzaj przybliżenia stosowanego w fizyce wielu ciał polegającego na zastąpieniu bezpośrednich oddziaływań cząstka-cząstka uśrednionym, efektywnym potencjałem układu działającym na każdą z cząstek.
Na teorię pola średniego można patrzeć jak na rozwinięcie hamiltonianu oddziałujących wielu cząstek wokół średniego pola. Bardzo istotnym parametrem mającym wpływ na to, jak dobre jest rozwiązanie w teorii pola średniego w stosunku do rozwiązania ścisłego, jest liczba wymiarów układu. Przybliżenie pola średniego działa tym lepiej, im większa jest liczba wymiarów układu.